# La Alberca
La Alberca – gmina w Hiszpanii, w prowincji Salamanka, w Kastylii i León, o powierzchni 60,73 km². W 2011 roku gmina liczyła 1192 mieszkańców.